# 2017年南美球會盃
2017年南美球會盃是第 16 屆的南美球會盃賽事，由南美洲足球協會主辦。

## 賽制改變
由今屆賽事開始，賽制會有下列改變：
- 本屆賽事參賽隊數會由 47 隊增加至 54 隊。
- 44 隊會直接晉身南美球會盃，其餘 10 隊（2 隊外圍賽成績最佳球隊及 8 隊小組賽第三位球隊）會由南美自由盃被淘汰後降格參與南美球會盃。[7]
- 賽期會延長至全年進行，即由三月至十二月上旬。
- 由於本屆開始南美自由盃和南美球會盃會同時間進行，因此沒有球隊可以同參與這兩項賽事（除了從南美自由盃降格至南美球會盃球隊）。
- 南美球會盃冠軍不會再直接得到下屆賽事參賽權，而是會獲得南美自由盃小組賽資格。
- 巴西得到的參賽席位會由 8 個減少至 6 個。
- 所有直接得到參賽資格的球隊均會於第一圈開始出賽（以往阿根廷及巴西球隊可直接進入第二圈）。[7]

## 參賽球隊
以下 44 隊來自 10 個國家會參與本屆賽事，所有球隊均於第一圈開始角逐：
- 阿根廷及巴西：各 6 個席位
- 其餘國家：各 4 個席位

| 國家              | 球隊（席位）                 | 參賽途徑                                                                        |
| ----------------- | ---------------------------- | ------------------------------------------------------------------------------- |
| 阿根廷 6 個席位   | 獨立隊（阿根廷 1）           | 2016年 阿根廷足球甲級聯賽 成績最佳但未能晉身2017年南美自由盃球隊                |
| 阿根廷 6 個席位   | 沙蘭迪兵工廠（阿根廷 2）     | 2016年 阿根廷足球甲級聯賽 成績第二佳但未能晉身2017年南美自由盃球隊              |
| 阿根廷 6 個席位   | 防衛者（阿根廷 3）           | 2016年 阿根廷足球甲級聯賽 成績第三佳但未能晉身2017年南美自由盃球隊              |
| 阿根廷 6 個席位   | 颶風隊（阿根廷 4）           | 2016年 阿根廷足球甲級聯賽 成績第四佳但未能晉身2017年南美自由盃球隊              |
| 阿根廷 6 個席位   | 甘拿斯亞（阿根廷 5）         | 2016年 阿根廷足球甲級聯賽 成績第五佳但未能晉身2017年南美自由盃球隊              |
| 阿根廷 6 個席位   | 競賽會（阿根廷 6）           | 2016年 阿根廷足球甲級聯賽 成績第六佳但未能晉身2017年南美自由盃球隊              |
| 玻利维亚 4 個席位 | 玻利瓦爾（玻利維亞 1）       | 2015–16年 玻利維亞足球甲級聯賽總積分榜 成績最佳但未能晉身2017年南美自由盃球隊   |
| 玻利维亚 4 個席位 | 奧利恩特（玻利維亞 2）       | 2015–16年 玻利維亞足球甲級聯賽總積分榜 成績第二佳但未能晉身2017年南美自由盃球隊 |
| 玻利维亚 4 個席位 | 國民普托斯（玻利維亞 3）     | 2015–16年 玻利維亞足球甲級聯賽總積分榜 成績第三佳但未能晉身2017年南美自由盃球隊 |
| 玻利维亚 4 個席位 | 柏祖利奴（玻利維亞 4）       | 2015–16年 玻利維亞足球甲級聯賽總積分榜 成績第四佳但未能晉身2017年南美自由盃球隊 |
| 巴西 6 個席位     | 哥連泰斯（巴西 1）           | 2016年 巴西足球甲級聯賽 成績最佳但未能晉身2017年南美自由盃球隊                  |
| 巴西 6 個席位     | 邦迪比達（巴西 2）           | 2016年 巴西足球甲級聯賽 成績第二佳但未能晉身2017年南美自由盃球隊                |
| 巴西 6 個席位     | 聖保羅（巴西 3）             | 2016年 巴西足球甲級聯賽 成績第三佳但未能晉身2017年南美自由盃球隊                |
| 巴西 6 個席位     | 高士路（巴西 4）             | 2016年 巴西足球甲級聯賽 成績第四佳但未能晉身2017年南美自由盃球隊                |
| 巴西 6 個席位     | 富明尼斯（巴西 5）           | 2016年 巴西足球甲級聯賽 成績第五佳但未能晉身2017年南美自由盃球隊                |
| 巴西 6 個席位     | 利斯菲體育會（巴西 6）       | 2016年 巴西足球甲級聯賽 成績第六佳但未能晉身2017年南美自由盃球隊                |
| 智利 4 個席位     | 奧希金斯（智利 1）           | 2016年 智利甲組足球聯賽 附加賽負方                                              |
| 智利 4 個席位     | 柏利斯天奴（智利 2）         | 2016年 智利甲組足球聯賽春季 成績最佳但未能晉身2017年南美自由盃球隊              |
| 智利 4 個席位     | 智利大學（智利 3）           | 2016年 智利甲組足球聯賽春季 成績第二佳但未能晉身2017年南美自由盃球隊            |
| 智利 4 個席位     | 維拿迪馬愛華頓（智利 4）     | 2016年 智利盃 成績最佳但未能晉身2017年南美自由盃球隊                            |
| 哥伦比亚 4 個席位 | 杜利馬（哥倫比亞 1）         | 2016年 哥倫比亞盃 成績最佳但未能晉身2017年南美自由盃球隊                        |
| 哥伦比亚 4 個席位 | 卡利（哥倫比亞 2）           | 2016年 哥倫比亞足球甲級聯賽總積分榜 成績最佳但未能晉身2017年南美自由盃球隊      |
| 哥伦比亚 4 個席位 | 帕特奧達斯（哥倫比亞 3）     | 2016年 哥倫比亞足球甲級聯賽總積分榜 成績第二佳但未能晉身2017年南美自由盃球隊    |
| 哥伦比亚 4 個席位 | 內格羅河（哥倫比亞 4）       | 2016年 哥倫比亞足球甲級聯賽總積分榜 成績第三佳但未能晉身2017年南美自由盃球隊    |
| 4 個席位          | 利加大學（厄瓜多爾 1）       | 2016年 厄瓜多爾甲組足球聯賽總積分榜 成績最佳但未能晉身2017年南美自由盃球隊      |
| 4 個席位          | 昆卡（厄瓜多爾 2）           | 2016年 厄瓜多爾甲組足球聯賽總積分榜 成績第二佳但未能晉身2017年南美自由盃球隊    |
| 4 個席位          | 基多天主教大學（厄瓜多爾 3） | 2016年 厄瓜多爾甲組足球聯賽總積分榜 成績第三佳但未能晉身2017年南美自由盃球隊    |
| 4 個席位          | 富亞薩阿馬利拉（厄瓜多爾 4） | 2016年 厄瓜多爾甲組足球聯賽總積分榜 成績第四佳但未能晉身2017年南美自由盃球隊    |
| 巴拉圭 4 個席位   | 波特諾（巴拉圭 1）           | 2016年 巴拉圭足球甲級聯賽總積分榜 成績最佳但未能晉身2017年南美自由盃球隊        |
| 巴拉圭 4 個席位   | 索爾德阿美利加（巴拉圭 2）   | 2016年 巴拉圭足球甲級聯賽總積分榜 成績第二佳但未能晉身2017年南美自由盃球隊      |
| 巴拉圭 4 個席位   | 國民會（巴拉圭 3）           | 2016年 巴拉圭足球甲級聯賽總積分榜 成績第三佳但未能晉身2017年南美自由盃球隊      |
| 巴拉圭 4 個席位   | 路昆奴（巴拉圭 4）           | 2016年 巴拉圭足球甲級聯賽總積分榜 成績第四佳但未能晉身2017年南美自由盃球隊      |
| 秘鲁 4 個席位     | 利馬聯（秘魯 1）             | 2016年 秘魯足球甲級聯賽總積分榜 成績最佳但未能晉身2017年南美自由盃球隊          |
| 秘鲁 4 個席位     | 甘馬斯安迪斯聯（秘魯 2）     | 2016年 秘魯足球甲級聯賽總積分榜 成績第二佳但未能晉身2017年南美自由盃球隊        |
| 秘鲁 4 個席位     | 漢卡約（秘魯 3）             | 2016年 秘魯足球甲級聯賽總積分榜 成績第三佳但未能晉身2017年南美自由盃球隊        |
| 秘鲁 4 個席位     | 祖安奧列治（秘魯 4）         | 2016年 秘魯足球甲級聯賽總積分榜 成績第四佳但未能晉身2017年南美自由盃球隊        |
| 乌拉圭 4 個席位   | 達奴比奧（烏拉圭 1）         | 2016年 烏拉圭足球甲級聯賽 成績最佳但未能晉身2017年南美自由盃球隊                |
| 乌拉圭 4 個席位   | 迪芬沙士砵亭（烏拉圭 2）     | 2016年 烏拉圭足球甲級聯賽 成績第二佳但未能晉身2017年南美自由盃球隊              |
| 乌拉圭 4 個席位   | 蒙特維多利物浦（烏拉圭 3）   | 2016年 烏拉圭足球甲級聯賽 成績第三佳但未能晉身2017年南美自由盃球隊              |
| 乌拉圭 4 個席位   | 波士頓河（烏拉圭 4）         | 2016年 烏拉圭足球甲級聯賽 成績第四佳但未能晉身2017年南美自由盃球隊              |
| 委内瑞拉 4 個席位 | 卡拉卡斯學生隊（委內瑞拉 1） | 2016年 委內瑞拉盃 成績最佳但未能晉身2017年南美自由盃球隊                        |
| 委内瑞拉 4 個席位 | 委內瑞拉體育會（委內瑞拉 2） | 2016年 委內瑞拉足球甲級聯賽秋季 成績最佳但未能晉身2017年南美自由盃球隊          |
| 委内瑞拉 4 個席位 | 卡拉卡斯（委內瑞拉 3）       | 2016年 委內瑞拉足球甲級聯賽總積分榜 成績最佳但未能晉身2017年南美自由盃球隊      |
| 委内瑞拉 4 個席位 | 安索阿迪古（委內瑞拉 4）     | 2016年 委內瑞拉足球甲級聯賽總積分榜 成績第二佳但未能晉身2017年南美自由盃球隊    |

另外，還有 10 隊從2017年南美自由盃轉戰至南美球會盃的球隊，均會進入第二圈賽事角逐。
| 外圍賽第三圈成績最佳球隊 |
| ------------------------ |
| 奧林比亞會               |
| 青年體育會               |
| 小組賽第三位球隊         |
| 學生隊                   |
| 聖達菲                   |
| 麥德林獨立               |
| 法林明高                 |
| 圖庫曼體育會             |
| 利伯泰迪                 |
| 查比高恩斯               |
| 伊基克                   |

## 抽籤
抽籤儀式於2017年1月30日舉行。

## 賽程表
下表為本屆賽事之賽程。
| 階段     | 首回合 | 次回合 |
| -------- | --- | --- |
| 第一圈   | - 第 1 周：2017年2月28日–3月2日 - 第 2 周：2017年4月4–6日 - 第 3 周：2017年5月9–11日 - 第 4 周：2017年5月30日–6月1日 | - 第 1 周：2017年2月28日–3月2日 - 第 2 周：2017年4月4–6日 - 第 3 周：2017年5月9–11日 - 第 4 周：2017年5月30日–6月1日 |
| 第二圈   | - 第 1 周：2017年6月27–29日 - 第 2 周：2017年7月11–13日 - 第 3 周：2017年7月25–27日 - 第 4 周：2017年8月1–3日        | - 第 1 周：2017年6月27–29日 - 第 2 周：2017年7月11–13日 - 第 3 周：2017年7月25–27日 - 第 4 周：2017年8月1–3日        |
| 十六強   | - 第 1 周：2017年8月22–24日 - 第 2 周：2017年9月12–14日 - 第 3 周：2017年9月19–21日                                  | - 第 1 周：2017年8月22–24日 - 第 2 周：2017年9月12–14日 - 第 3 周：2017年9月19–21日                                  |
| 半準決賽 | 2017年10月24–26日 | 2017年10月31日–11月2日                                                                                               |
| 準決賽   | 2017年11月21, 23日                                                                                                   | 2017年11月28, 30日                                                                                                   |
| 決賽     | 2017年12月6日 | 2017年12月13日 |

## 外圍賽

### 第一圈
| 第一隊         | 總比數      | 第二隊         | 首回合 | 次回合 |
| -------------- | ----------- | -------------- | ------ | ------ |
| 國民普托斯     | 4–3         | 漢卡約         | 3–1    | 1–2    |
| 卡利           | 2–2         | 路昆奴         | 1–0    | 1–2    |
| 柏祖利奴       | 1–6         | 基多天主教大學 | 1–3    | 0–3    |
| 利加大學       | 4–3         | 迪芬沙士砵亭   | 2–2    | 2–1    |
| 維拿迪馬愛華頓 | 1–1（3–4 ） | 帕特奧達斯     | 1–0    | 0–1    |
| 卡拉卡斯學生隊 | 3–10        | 索爾德阿美利加 | 2–3    | 1–7    |
| 波特諾         | 3–2         | 卡拉卡斯       | 1–1    | 2–1    |
| 安索阿迪古     | 3–4         | 颶風隊         | 3–0    | 0–4    |
| 奧利恩特       | 2–2（8–7 ） | 昆卡           | 1–1    | 1–1    |
| 哥連泰斯       | 4–1         | 智利大學       | 2–0    | 2–1    |
| 獨立隊         | 1–0         | 利馬聯         | 0–0    | 1–0    |
| 邦迪比達       | 1–1（客）   | 甘拿斯亞       | 0–0    | 1–1    |
| 波士頓河       | 4–2         | 甘馬斯安迪斯聯 | 3–1    | 1–1    |
| 祖安奧列治     | 1–8         | 沙蘭迪兵工廠   | 0–2    | 1–6    |
| 奧希金斯       | 1–2         | 富亞薩阿馬利拉 | 1–0    | 0–2    |
| 杜利馬         | 2–2（客）   | 玻利瓦爾       | 2–1    | 0–1    |
| 柏利斯天奴     | 1–1（7–6 ） | 委內瑞拉體育會 | 0–1    | 1–0    |
| 利斯菲體育會   | 3–3（4–2 ） | 達奴比奧       | 3–0    | 0–3    |
| 競賽會         | 2–1         | 內格羅河       | 1–0    | 1–1    |
| 高士路         | 3–3（2–3 ） | 國民會         | 2–1    | 1–2    |
| 防衛者         | 1–1（客）   | 聖保羅         | 0–0    | 1–1    |
| 富明尼斯       | 2–1         | 蒙特維多利物浦 | 2–0    | 0–1    |

### 第二圈
| 第一隊         | 總比數      | 第二隊         | 首回合 | 次回合 |
| -------------- | ----------- | -------------- | ------ | ------ |
| 競賽會         | 6–3         | 麥德林獨立     | 3–1    | 3–2    |
| 卡利           | 2–2（2–3 ） | 青年體育會     | 1–1    | 1–1    |
| 柏利斯天奴     | O3          | 法林明高       | 2–5    | –      |
| 國民普托斯     | 0–3         | 學生隊         | 0–1    | 0–2    |
| 獨立隊         | 6–3         | 伊基克         | 4–2    | 2–1    |
| 玻利瓦爾       | 1–1（5–6 ） | 利加大學       | 1–0    | 0–1    |
| 邦迪比達       | 4–1         | 索爾德阿美利加 | 1–0    | 3–1    |
| 富亞薩阿馬利拉 | 1–2         | 聖達菲         | 1–1    | 0–1    |
| 颶風隊         | 1–7         | 利伯泰迪       | 1–5    | 0–2    |
| 利斯菲體育會   | 3–2         | 沙蘭迪兵工廠   | 2–0    | 1–2    |
| 富明尼斯       | 6–1         | 基多天主教大學 | 4–0    | 2–1    |
| 奧利恩特       | 2–6         | 圖庫曼體育會   | 2–3    | 0–3    |
| 國民會         | 3–3（客）   | 奧林比亞會     | 1–1    | 2–2    |
| 防衛者         | 1–1（2–4 ） | 查比高恩斯     | 1–0    | 0–1    |
| 波特諾         | 6–2         | 波士頓河       | 2–1    | 4–1    |
| 帕特奧達斯     | 1–3         | 哥連泰斯       | 1–1    | 0–2    |

## 決賽圈

### 十六強
| 第一隊       | 總比數    | 第二隊     | 首回合 | 次回合 |
| ------------ | --------- | ---------- | ------ | ------ |
| 哥連泰斯     | 1–1（客） | 競賽會     | 1–1    | 0–0    |
| 波特諾       | 1–3       | 青年體育會 | 0–0    | 1–3    |
| 查比高恩斯   | 0–4       | 法林明高   | 0–0    | 0–4    |
| 國民會       | 2–0       | 學生隊     | 1–0    | 1–0    |
| 圖庫曼體育會 | 1–2       | 獨立隊     | 1–0    | 0–2    |
| 富明尼斯     | 2–2（客） | 利加大學   | 1–0    | 1–2    |
| 利斯菲體育會 | 3–2       | 邦迪比達   | 3–1    | 0–1    |
| 利伯泰迪     | 2–1       | 聖達菲     | 1–0    | 1–1    |

### 半準決賽
| 第一隊       | 總比數 | 第二隊     | 首回合 | 次回合 |
| ------------ | ------ | ---------- | ------ | ------ |
| 利伯泰迪     | 1–0    | 競賽會     | 1–0    | 0–0    |
| 利斯菲體育會 | 0–2    | 青年體育會 | 0–2    | 0–0    |
| 富明尼斯     | 3–4    | 法林明高   | 0–1    | 3–3    |
| 國民會       | 1–6    | 獨立隊     | 1–4    | 0–2    |

### 準決賽
| 第一隊   | 總比數 | 第二隊     | 首回合 | 次回合 |
| -------- | ------ | ---------- | ------ | ------ |
| 利伯泰迪 | 2–3    | 獨立隊     | 1–0    | 1–3    |
| 法林明高 | 4–1    | 青年體育會 | 2–1    | 2–0    |

### 決賽
| 第一隊 | 總比數 | 第二隊   | 首回合 | 次回合 |
| ------ | ------ | -------- | ------ | ------ |
| 獨立隊 | 3–2    | 法林明高 | 2–1    | 1–1    |

## 外部連結
- 2017年南美球會盃（页面存档备份，存于） RSSSF